# Patúch
Patúch (też: Pastúch, 621 m n.p.m.) – wyraźna, głęboka, porośnięta lasem przełęcz w Sulowskich Wierchach, w Górach Strażowskich na Słowacji.
Przełęcz leży w grzbiecie Sulowskich Skał okalającym od wschodu Kotlinę Sulowską. Rozdziela długi grzbiet Kečki (822 m) na północy od szczytu Žibrid (867 m) na południu. Stoki przełęczy są od zachodu miernie strome, od wschodu – zupełnie łagodne.
Od najdawniejszych czasów – prawdopodobnie już w czasach prehistorycznych – przełęcz służyła za przejście z Kotliny Rajeckiej do Kotliny Sulowskiej i dalej do doliny Wagu. Biegnie przez nią dobra droga leśna, przy której wznosi się na przełęczy drewniany krzyż.

## Turystyka
Przełęcz Patúch jest obecnie punktem krzyżowania się znakowanych szlaków turystycznych. Grzbietem przez przełęcz biegną z północy na południe zielone znaki szlaku z przełęczy Roháčske sedlo przez Kečkę na Žibrid, natomiast przez siodło przełęczy z zachodu na wschód przechodzą żółte znaki szlaku ze wsi Súľov-Hradná do Rajeckich Cieplic.